# Осторожно, офицер!
«Осторожно, офицер!» (иер. трад. 師兄撞鬼, упр. 师兄撞鬼, кант.-рус.: Си хин чхон куай, англ. Look Out, Officer!) — гонконгский комедийный фильм 1990 года режиссёра Лау Сию. В главных ролях Стивен Чоу, Билл Тун и Стэнли Фун.

## Сюжет
Гонконгского полицейского Чён Пиу при исполнении своих обязанностей убивают преступники. Оказавшись в иммиграционном отделе на небесах, он с удивлением узнаёт, что его смерть была зарегистрирована как самоубийство из-за долгов. Ему удаётся подкупить небесного чиновника, чтобы тот позволил ему вернуться на землю, чтобы очистить своё имя и отомстить. Там его связным оказывается полицейский-новичок Чау Син, которому душа убитого обещает помочь в ухаживании за девушками в обмен на поиск убийцы.

## В ролях
| Актёр         | Роль                                |
| ------------- | ----------------------------------- |
| Стивен Чоу    | Чау Син                             |
| Билл Тун      | Чён Пиу                             |
| Стэнли Фун    | Лэй Кань                            |
| Санни Фан Ган | Тан Лэйён                           |
| Вивиан Чэнь   | Лэй Юк                              |
| Кьюти Муй     | женщина-полицейский, считающая пули |
| Эми Ип        | женщина-полицейский                 |
| Мак Яньва     | женщина-полицейский под прикрытием  |
| Вон Тхиньлам  | кинорежиссёр                        |

## Кассовые сборы
Кинотеатральная премьера картины в Гонконге состоялась 28 июля 1990 года. За двадцать дней кинопроката сумма кассовых сборов составила 12 128 944 гонконгских долларов.

## Критика
Борис Хохлов считает фильм «средним представителем» среди ранних кинокартин со Стивеном Чоу, в котором чувствуется определённая «конвейерность».